# Baie d'Antongil
La baie d'Antongil (ou Antongila) est la plus vaste baie de Madagascar. Située dans la partie nord de la côte est de cette île de l'océan Indien, elle s'étend sur soixante kilomètres de long et s'étire sur trente de large jusqu'à la péninsule de Masoala, qui délimite ses rivages orientaux. Relevant administrativement de la province de Tamatave, elle abrite Nosy Mangabe ainsi que la ville de Maroantsetra.
Elle fut le centre de la traite négrière dans le sud-ouest de l'océan Indien jusqu'àu milieu du XVIIIe siècle, quand le gisement d'esclaves se mit à tarir.